# César Povolny
César Povolny, també anomenat Czeslaw Povolny i escrit Martin Povolny, (19 de juliol de 1914 - ?) fou un futbolista germano-francès.

## Selecció de França
Va formar part de l'equip francès a la Copa del Món de 1938 però no disputà cap partit.